# Törökbálint
Törökbálint [terekbálint] (německy Großturwall) je město v Maďarsku v župě Pest, spadající pod okres Érd. Nachází se asi 12 km západně od Budapešti a je de facto jejím předměstím. V roce 2015 zde žilo 13 207 obyvatel, z nichž jsou 85,5 % Maďaři.

## Poloha
Törökbálint sousedí s městy Biatorbágy, Budaörs a Diósd. Město je velmi dobře dopravně dostupné z maďarského dálničního okruhu i dalších dálnic, které sem směřují. Kromě toho se zde také nachází železniční zastávka.

## Historie

### Raná historie
Až do 1. století byli obyvateli Maďarska Avaři, které vyhnali Římané. Oba národy zanechaly své stopy po celém území Maďarska, a také v Törökbálintu, i když tato oblast byla neobývaná až do 6. století, tedy dlouho po římské invazi. V této době se zde usadily germánské kmeny.
Po maďarském osídlení v 9. století předal hlavní vůdce Maďarů, Arpád, území okolo dnešního Törökbálintu knížeti Kondovi, jehož syn Csörsz zde postavil první hrad. Jeho název byl Torbágy (Turobag), což je pravděpodobně stará forma dnešního německého názvu této obce.
Teprve v raném novověku, přibližně v 16. století, byla ves přejmenována na Török-Bálint podle uherského šlechtice a básníka Bálinta Töröka (v maďarské podobě Török Bálint), který jí dal své jméno.

### 16. až 19. století
Po stažení turecké armády z oblasti centrálních Uher v závěru 17. století získali zpustošenou oblast Jezuité, kteří pomohli celou oblast opět zkulturnit. Z období jejich působení pochází řada dnes historických domů ve městě. V jejich vlastnictví zůstávala velká část této lokality až do roku 1773. Zabavenou půdu získal její blízký poradce, Josef Majláth. Mezitím byli dosídleni noví kolonisté, většinou německy hovořící.
V roce 1884 sem byla zavedena železnice. V roce 1900 byl přijat oficiálně název města v dnešní podobě (byla vypuštěna původní pomlčka, tj. Török-bálint). Po druhé světové válce bylo z Törökbálintu vysídleno přes 2 100 Němců.

### Nedávná historie
V závěru 20. století došlo k suburbanizaci oblasti. Na rozdíl od jiných maďarských měst se zde začal zvyšovat počet obyvatel, vznikla nová zástavba a intravilán obce se začal postupně propojovat s tím budapešťským. Vzhledem k poloze na západním okraji maďarské metropole zde byla postavena dálnice M0 (obchvat města) a dále dálnice M7, směřující k Blatenskému jezeru. Jihovýchodní část města zabírá mimoúrovňová křižovatka obou dálnic.

## Zeleň a životní prostředí
Okolo města se nachází lesopark, obklopující kopec Róka-hegy. Na vrcholu Anna-hegy (rovněž zalesněném) se nachází rozhledna.

## Kultura a kulturní památky
V Törökbálintu se nachází kalvarijní vrch s křížovou cestou, dále kaple sv. Františka Xaverského a kostel Panny Marie. Kaštel Majláth dnes ze značné části slouží pro potřeby maďarského zdravotnictví